# The American Beauty (film, 1916)

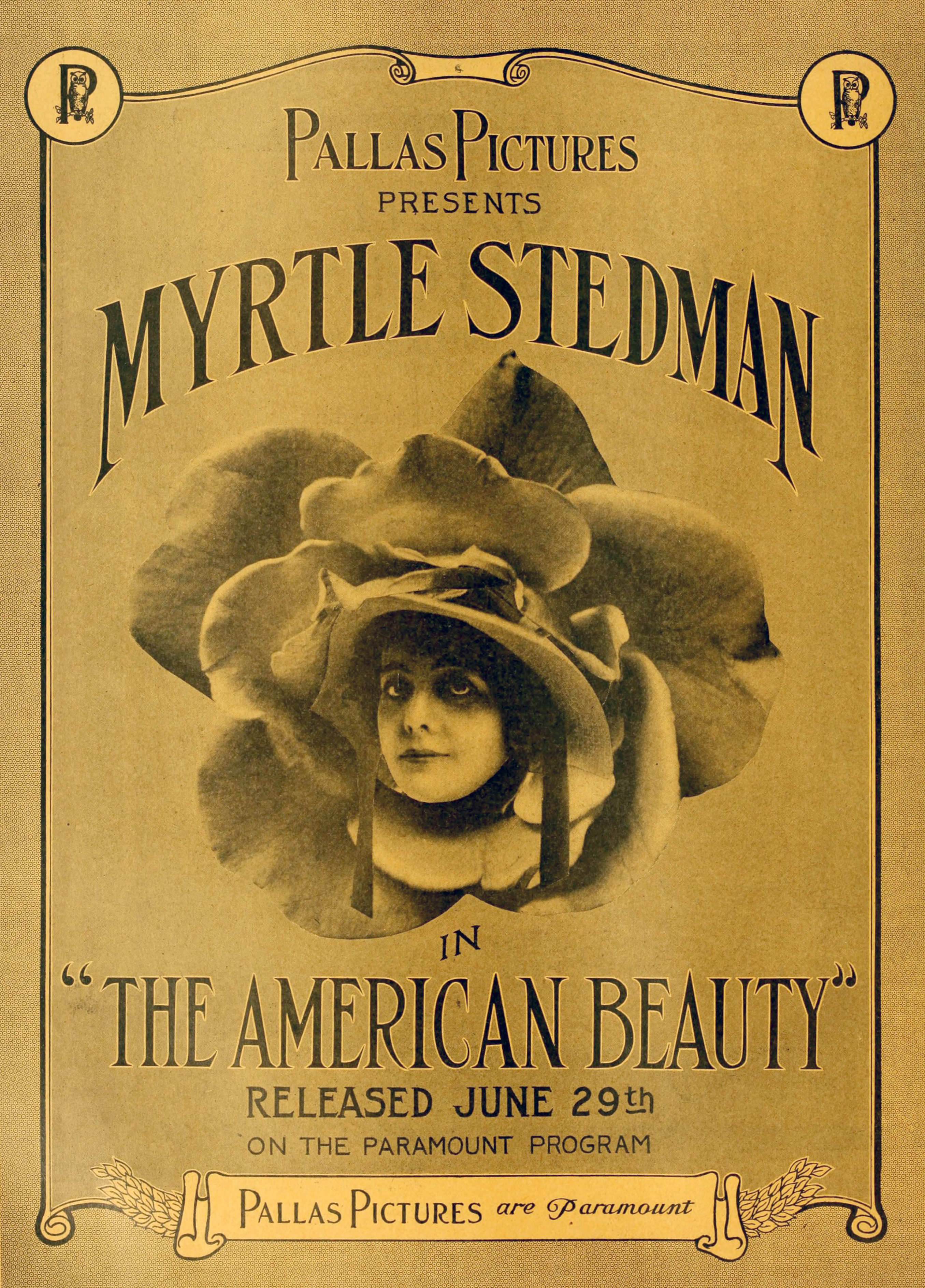
Affiche du film.

Pour les articles homonymes, voir The American Beauty.
The American Beauty est un film américain réalisé par William Desmond Taylor, sorti en 1916.

## Fiche technique
- Réalisation : William Desmond Taylor
- Scénario : Julia Crawford Ivers
- Producteur : 	Pallas Pictures
- Photographie : James Van Trees
- Genre : Drame[1]
- Distributeur : Paramount Pictures
- Durée : 50 minutes (5 bobines)
- Date de sortie : 29 juin 1916

## Distribution

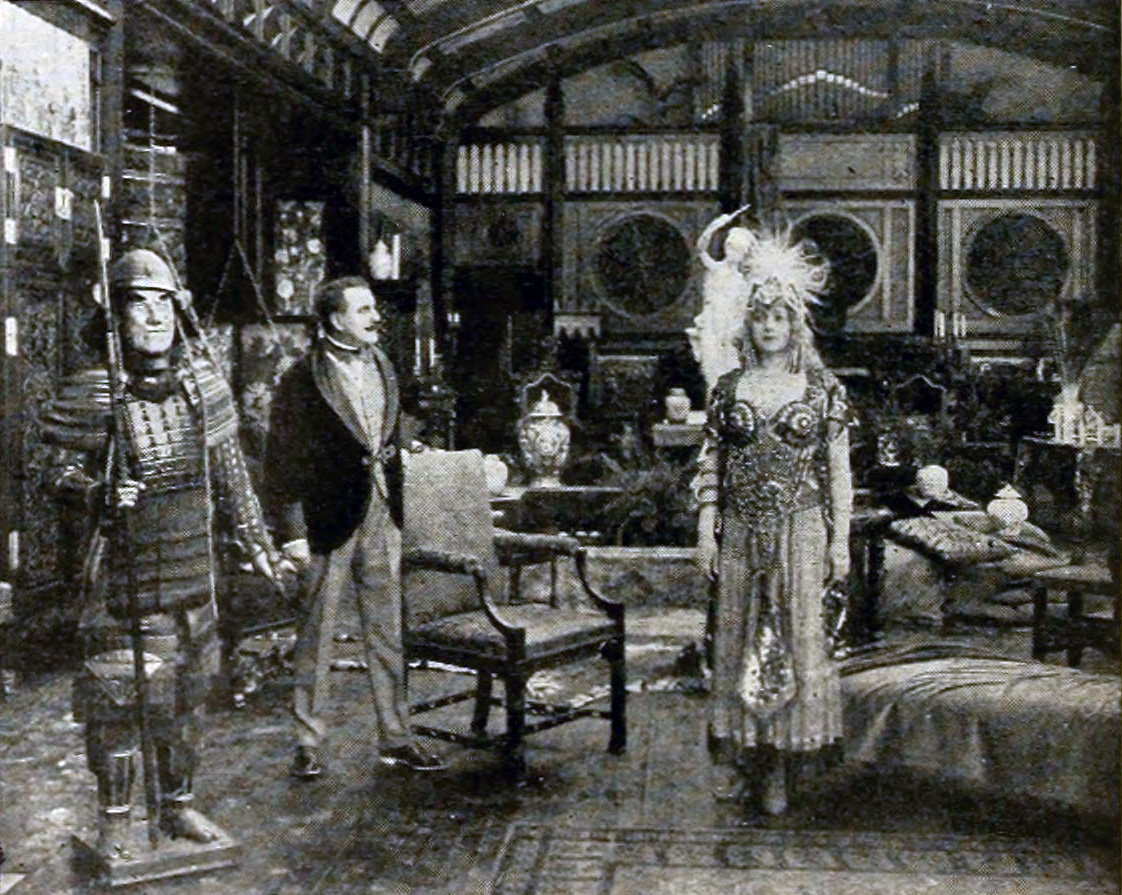
Une scène du film, avec Myrtle Stedman à droite.

- Myrtle Stedman : Ruth Cleave, Mrs. Marin Ellsworth
- Elliott Dexter : Paul Keith
- Howard Davies : Herbert Lorrimer
- Jack Livingston : Martin Ellsworth
- Adelaide Woods : Mrs. Cleave
- Edward Ayers : Cleave